# Verbandsgemeinde (Rheinland-Pfalz)
Verbandsgemeinden in Rheinland-Pfalz sind Gebietskörperschaften, die aus Gründen des Gemeinwohls im Rahmen der Verwaltungsreform in Rheinland-Pfalz aus benachbarten Gemeinden desselben Landkreises gebildet wurden. Sie haben als Gemeindeverbände die gleiche Rechtsstellung wie Gemeinden und Landkreise und dienen der Konzentration und damit Stärkung der Verwaltungskraft der verbandsangehörigen Ortsgemeinden (dazu zählen auch die verbandsangehörigen Städte), ohne dass diese ihre politische Selbständigkeit aufgeben.

## Aufgaben und Aufbau
Ein bestimmter Aufgabenbereich ist den Verbandsgemeinden im Gegensatz zu den Gemeinden verfassungsrechtlich nicht zugewiesen (vgl. kommunale Selbstverwaltung bei Gemeinden). Dieser wird vielmehr im Wesentlichen gesetzlich bestimmt. Zu den nach der Gemeindeordnung von Rheinland-Pfalz in Verbindung mit der Aufgaben-Übergangs-Verordnung zugewiesenen eigenen Aufgaben gehören
- die nach den Schulgesetzen übertragenen Aufgaben
- der Brandschutz und die technische Hilfe
- der Bau und die Unterhaltung von zentralen Sport-, Spiel- und Freizeitanlagen
- der Bau und die Unterhaltung überörtlicher Sozialeinrichtungen, insbesondere Sozialstationen und Einrichtungen der Altenpflege, soweit nicht freie gemeinnützige Träger solche errichten
- die Wasserversorgung
- die Abwasserbeseitigung
- der Ausbau und die Unterhaltung von Gewässern dritter Ordnung
- die Flächennutzungsplanung

Zudem führen die Verbandsgemeinden die Verwaltungsgeschäfte der verbandsangehörigen Ortsgemeinden in deren Namen und in deren Auftrag.
Außerdem obliegt der Verbandsgemeinde in eigenem Namen die Erfüllung der den Ortsgemeinden übertragenen staatlichen Aufgaben (Auftragsangelegenheiten), soweit nicht ausdrücklich anders bestimmt.
Verbandsgemeinden haben eine eigene gewählte Gemeindevertretung (Verbandsgemeinderat) und eine eigene Verwaltung (Verbandsgemeindeverwaltung) mit einem hauptamtlichen Bürgermeister als Verwaltungsleiter. Der Bürgermeister einer Verbandsgemeinde kann in Personalunion zugleich ehrenamtlicher Bürgermeister einer Ortsgemeinde sein (§ 71 der Gemeindeordnung Rheinland-Pfalz).
Verbandsfreie Städte und Gemeinden nehmen die Verwaltungsaufgaben einer Verbandsgemeinde wahr, die in der Gemeindeordnung von Rheinland-Pfalz aufgeführt sind.
Verbandsangehörige Städte sind Ortsgemeinden mit dem Status einer Stadt, die einer Verbandsgemeinde angehören. Meist sind sie Sitz und Namensgeber der jeweiligen Verbandsgemeinde. Ansonsten werden verbandsangehörige Gemeinden Ortsgemeinden genannt, auch diese können Verwaltungssitz einer Verbandsgemeinde sein.
In anderen Ländern gibt es den Verbandsgemeinden ähnliche Strukturen mit anderen Bezeichnungen (etwa Samtgemeinde oder Verwaltungsgemeinschaft) und zum Teil auch anderer Aufgabenstellung.

## Geschichte

### Ausgangslage
Vor dem Hintergrund der insgesamt fünf verschiedenen historisch gewachsenen Verwaltungsstrukturen in den Teilen des 1946, noch zur Zeit der französischen Besatzung, neu gebildeten Landes Rheinland-Pfalz ergaben sich bezüglich der Gemeindeverwaltungen folgende Ausgangslage:
- Regierungsbezirke Koblenz und Trier: seit 1815 preußisch und seit 1822 Teil der Rheinprovinz; es galten der Reihe nach bzw. einander ergänzend die Gemeindeordnung für die Rheinprovinz vom 23. Juli 1845 und 15. Mai 1856, die Rheinische Städteordnung vom 15. Mai 1856 und die Amtsordnung vom 13. Juli 1935. Im Landkreis Birkenfeld galt bis 1937 die Gemeindeordnung für das Herzogtum Oldenburg vom 1. Juli 1855.
- Regierungsbezirk Montabaur: seit 1868 Teil der preußischen Provinz Hessen-Nassau; es galten bis 1935 die Hessen-Nassauische Landgemeindeordnung die Städteordnung vom 4. August 1897.
- Regierungsbezirk Rheinhessen: seit 1918 zum Volksstaat Hessen gehörend; es galt bis 1935 die Hessische Gemeindeordnung vom 10. Juli 1931.
- Regierungsbezirk Pfalz: seit 1816 der bayerische Rheinkreis, später die Pfalz (Bayern); es galt zuletzt die Bayerische Gemeindeordnung vom 27. Oktober 1927.

Die Deutsche Gemeindeordnung vom 30. Januar 1935 vereinheitlichte die in Deutschland bis dahin insgesamt 41 geltenden Gemeindeordnungen.
Bezüglich der Verwaltung der Gemeinden ergaben sich ab 1946 aus den vor 1935 bestehenden Gemeindeordnungen insbesondere Unterschiede hinsichtlich einer lokalen und einer in Teilen regionalen Verwaltung. In den Regierungsbezirken Koblenz und Trier blieben die vorherigen Strukturen der Amtsverwaltungen (siehe Amt (Kommunalrecht)#Preußen), in denen eine bestimmte Anzahl von teilweise sehr kleinen Gemeinden zentral verwaltet wurde, dabei aber die Eigenständigkeit der Gemeinden bestehen blieb. Dagegen kannten die Gemeinden in den übrigen Regierungsbezirken diese Strukturen nicht. Das Land Rheinland-Pfalz schuf am 27. September 1948 ein Selbstverwaltungsgesetz für die Gemeinden, in dem die historischen bzw. regionalen Unterschiede berücksichtigt wurden.

### Funktional- und Gebietsreform 1965 bis 1974
In der zweiten Hälfte der 1960er Jahre wurde damit begonnen, eine Verwaltungsreform durchzuführen, welche schrittweise in der Zeit von 1966 bis 1974 in insgesamt 18 Gesetzen zur Verwaltungsvereinfachung in Rheinland-Pfalz festgelegt und umgesetzt wurden. Hinzu kamen das Landesgesetz zur Änderung kommunalverfassungsrechtlicher Vorschriften und zur Vorbereitung der Neugliederung von Gemeinden vom 16. Juli 1968 und die Verbandsgemeindeordnung vom 1. Oktober 1968. Die seit 1948 geltende Amtsordnung wurde mit Inkrafttreten der Verbandsgemeindeordnung aufgehoben.
Rheinland-Pfalz wollte mit dem Verbandsgemeindemodell den guten Erfahrungen mit der Amtsverfassung in der ehemaligen preußischen Rheinprovinz und der gemeinschaftlichen Bürgermeisterei in der ehemaligen bayrischen Pfalz Rechnung tragen. Mit Einführung der Verbandsgemeindeordnung an Stelle der früheren Ämterordnungen wurden die Verbandsgemeinden als „Gemeinde“ etabliert und demzufolge neben den Auftrags- und Kassenangelegenheiten auch mit genuinen Selbstverwaltungsaufgaben betraut. Dabei sollten die Verbandsgemeinden zunächst als Übergangsform zu sogenannten „Einheitsgemeinden“ etabliert werden. Sie wurden dann aber sehr bald neben den Gemeinden und Landkreisen als dauerhafter Verwaltungstypus der kommunalen Ebene akzeptiert und sind in der Folgezeit nicht mehr zur Disposition gestellt worden.
Die Verbandsgemeindeordnung wiederum wurde am 17. März 1974 aufgehoben, die weitergeltenden Bestimmungen wurden in die Gemeindeordnung für Rheinland-Pfalz in den §§ 64 bis 73 übernommen.
Aus der Verbandsgemeindeordnung ergab sich folgende zeitliche Abfolge:
- Die 132 Ämter in den damaligen Regierungsbezirken Koblenz und Trier wurden zum 1. Oktober 1968 in Verbandsgemeinden umgewandelt.
- Die kreisangehörigen Gemeinden im Gebiet der damaligen Regierungsbezirke Montabaur, Pfalz und Rheinhessen hatten die Möglichkeit bis zum 31. Dezember 1971 in einer „Freiwilligkeitsphase“ Verbandsgemeinden zu bilden. Die Richtgröße für eine Verbandsgemeinde war 7.500 Einwohner.

Im Rahmen der Freiwilligkeitsphase entstanden bis zum 21. Dezember 1971 die Verbandsgemeinden Altenglan, Dudenhofen, Grünstadt-Land, Hahnstätten, Hochspeyer, Höhr-Grenzhausen, Kirchheimbolanden, Kusel, Landstuhl, Lauterecken, Offenbach an der Queich, Otterbach, Otterberg, Ramstein-Miesenbach, Ransbach-Baumbach, Rodalben, Schönenberg-Kübelberg, Waldmohr, Wirges und Wolfstein.
- In der Freiwilligkeitsphase nicht entstandene Verbandsgemeinden wurden auf gesetzlicher Grundlage gebildet, im vorherigen Regierungsbezirk Montabaur auf Grundlage des Zwölften Landesgesetzes über die Verwaltungsvereinfachung im Lande Rheinland-Pfalz, im 1968 zusammengelegten Regierungsbezirk Rheinhessen-Pfalz auf Grundlage des Dreizehnten Landesgesetzes. Beide Gesetze wurden am 1. März 1972 verabschiedet und traten am 22. April 1972 in Kraft.[5]

Im Rahmen verschiedener Verwaltungsvereinfachungsgesetze wurden territoriale Veränderungen vorgenommen, zum Beispiel Zusammenlegung von Verbandsgemeinden oder Eingliederung von Ortsgemeinden.
Neben der Schaffung der Verwaltungsstrukturen wurden auch Änderungen in den Zuständigkeiten bei den verschiedenen Ebenen der Kommunalverwaltung vorgenommen, die auch „Funktionalreform“ genannt wurde. Das Elfte Landesgesetz vom 24. Februar 1972 übertrug Aufgaben, die vorher den Landkreisen zugeordnet waren, auf die Verbandsgemeinden bzw. auf die verbandsfreien Gemeinden.

### Kommunal- und Verwaltungsreform seit 2010
Bereits 2006 hatte der rheinland-pfälzische Ministerrat einen Beschluss gefasst, wonach sich die Reform im Wesentlichen auf drei Hauptthemen beziehen soll:
- Optimierung der Zuständigkeiten für die Wahrnehmung öffentlicher Aufgaben,
- Optimierung von Verfahrensabläufen und
- Optimierung der kommunalen Gebietsstrukturen.

Am 28. September 2010 wurde das Erste Landesgesetz zur Kommunal- und Verwaltungsreform erlassen. Bezüglich der Verbandsgemeinden wurde festgelegt, dass diese mindestens 12.000 Einwohner (Hauptwohnung am 30. Juni 2009) umfassen sollen. Bei Verbandsgemeinden, die eine Fläche von mehr als 100 Quadratkilometern und mehr als 15 Ortsgemeinden haben, ist eine Unterschreitung der Mindestgröße möglich.
Verbandsfreie Gemeinden und Verbandsgemeinden sollen mit benachbarten verbandsfreien Gemeinden und Verbandsgemeinden desselben Landkreises zusammengeschlossen werden. Ferner können im Ausnahmefall die Ortsgemeinden einer Verbandsgemeinde in mehrere andere Verbandsgemeinden eingegliedert, die Ortsgemeinden einer Verbandsgemeinde und die Ortsgemeinden mehrerer anderer Verbandsgemeinden zu neuen Verbandsgemeinden zusammengeschlossen sowie eine Ortsgemeinde aus einer Verbandsgemeinde ausgegliedert und in eine andere Verbandsgemeinde eingegliedert werden.
Im Falle der freiwilligen Eingliederung einer verbandsfreien Gemeinde oder einer Verbandsgemeinde in eine andere Verbandsgemeinde sind Beschlüsse des Gemeinderates der bisherigen verbandsfreien Gemeinde, der Verbandsgemeinderäte der bisherigen und der aufnehmenden Verbandsgemeinde sowie der Ortsgemeinderäte der Ortsgemeinden der bisherigen und der aufnehmenden Verbandsgemeinde erforderlich, mit denen übereinstimmend der Wille zu dieser freiwilligen Gebietsänderung erklärt wird.
Im Zweiten Landesgesetz zur Kommunal- und Verwaltungsreform, ebenfalls vom 28. September 2010, wurden u. a. die Selbstverwaltungsaufgaben der Verbandsgemeinden wie folgt ergänzt:
- Die Verbandsgemeinde kann die Aufgaben der Wirtschaftsförderung und der Fremdenverkehrsförderung, soweit sie von überörtlicher Bedeutung sind, als Selbstverwaltungsaufgaben wahrnehmen.